# Xenimpia luxuriosa
Xenimpia luxuriosa là một loài bướm đêm trong họ Geometridae.